# Joan Guasch i Cantí
Joan Guasch i Cantí és un professor de català, activista cultural corrector i cronista de l'Espluga de Francolí (Conca de Barberà), que el 1998 va rebre un del Premis d'Actuació Cívica de la Fundació Lluís Carulla per la seva tasca callada i poc coneguda però eficaç i constant al servei del país, com a secretari del Casal de la vila de l'Espluga de Francolí i com a director de la revista El Francolí.